# Luis Núñez
Luis Patricio Núñez Blanco (Santiago, Chile, 20 de enero de 1980) es un exfutbolista chileno. Jugaba como delantero. Finalizó su carrera en el club Deportes Concepción.

## Trayectoria
Sus inicios en el fútbol fue en las inferiores de la Universidad Católica en el año 1990 a la sub-11 y en esta permaneció 8 años hasta que en 1999 fue enviado a préstamo al Municipal Las Condes en el Torneo de la Tercera División.
Luego se enroló en el Jacksonville de Estados Unidos. Posteriormente, fue contratado por Magallanes y ahí, desde 2000 hasta la mitad de temporada de 2004, jugó en la segunda división.
A continuación, fue derivado a préstamo a Unión San Felipe, equipo en el cual cumplió notables campañas en 2004 y 2005, donde protagonizó uno de los hechos más insólitos del fútbol chileno cuando el árbitro Braulio Arenas lo llamó "traficante de La Legua" durante un partido. Para finalmente recalar en Universidad Católica y convertirse en una de las figuras, después de las partidas de Darío Conca y Jorge Quinteros. Luego de no llegar a acuerdo con la casa cruzada decide fichar por el club peruano Universitario de Deportes, uno de los grandes en dicho país.
Fichó por año y medio en la Universidad Católica, después de ese tiempo su contrato termina y no se le renueva.
En julio de 2009 firma contrato por un año con el Palestino de la Primera División de Chile, debutó contra la Club Deportivo de la Universidad de Chile entrando en el segundo tiempo, el partido finalizó 0-0.
A comienzos de 2010 firma contrato con Ñublense luego de que se fuera de Palestino tras una fuerte polémica con el entrenador Jorge Aravena.
A continuación fichó en Universidad Católica de Ecuador, club donde permaneció hasta mediados de 2010. Regresó a Chile para incorporarse a Audax Italiano, donde por motivos reglamentarios no pudo jugar (FIFA no permite jugar por 3 equipos distintos una misma temporada).
Al iniciar 2011 comenzó a jugar en O'Higgins, donde su desempeño resulta irregular, alternando la titularidad con la suplencia. Su primer gol en O'Higgins lo convirtió en el Apertura 2011 frente a su amada Universidad Católica, gol que no celebró. El martes 4 de octubre fue expulsado de O'Higgins por mal comportamiento. Incluso, se dice que hubo varias peleas en los camarines con el mismo director técnico de O'Higgins, José Cantillana, quien en el partido contra la Universidad de Chile, lo habría sacado del compromiso a los 30 minutos del primer tiempo.
El Club de Deportes Concepción contrató sus servicios para el segundo semestre. Sin embargo, el 2 de agosto de 2012 fue detenido por la Policía de Investigaciones luego de haber sido involucrado en una banda dedicada al robo de cajeros automáticos, de acuerdo a lo informado por la prensa.

## Selección nacional

### Partidos internacionales
| 1     | 28 de marzo de 2007 | Estadio Fiscal, Talca, Chile | Chile      | 1-1 | Costa Rica |   |  | Nelson Acosta | Amistoso |
| Total | Total               | Total                        | Presencias | 1   | Goles      | 0 |  |               |          |

| Selección chilena | Selección chilena | Selección chilena |
| Año               | Partidos          | Goles             |
| ----------------- | ----------------- | ----------------- |
| 2007              | 1                 | 0                 |
| Total             | 1                 | 0                 |

## Causas judiciales
El 13 de septiembre de 2013 fue detenido junto a otros sujetos acusado por narcotráfico. En el procedimiento se incautaron 136 kilos de marihuana prensada que se encontraban en La Serena y que tenían por destino Santiago. En mayo de 2016, el  Tribunal Oral en lo Penal de San Bernando lo condenó a cuatro años y a 61 días de cárcel, por los delitos de narcotráfico y porte ilegal de armas de fuego.
En noviembre de 2018, Núñez fue considerado como prófugo de la justicia chilena por un caso de homicidio en La Legua en el que habría estado involucrado. Más de un año después, en febrero de 2020, fue detenido por la policía boliviana en Cochabamba, en una acción conjunta con la Policía de Investigaciones chilena. Una vez trasladado a Chile, se decretó la medida cautelar de prisión preventiva en su contra, mientras se lleve a cabo la investigación del caso. En agosto de 2022, el Sexto Tribunal Oral en lo Penal de Santiago lo condenó como autor de los delitos de homicidio simple y lesiones graves. Por el primer delito recibió una condena de diez años y un día de presidio, mientras que por el segundo una condena de 541 días.

## Clubes
| Club                  | País           | Año       |
| --------------------- | -------------- | --------- |
| Municipal Las Condes  | Chile          | 1999      |
| Jacksonville Cyclones | Estados Unidos | 1999      |
| Magallanes            | Chile          | 2000-2004 |
| Unión San Felipe      | Chile          | 2004-2005 |
| Universidad Católica  | Chile          | 2006-2007 |
| Universitario         | Perú           | 2007      |
| Universidad Católica  | Chile          | 2008-2009 |
| Palestino             | Chile          | 2009      |
| Ñublense              | Chile          | 2010      |
| Universidad Católica  | Ecuador        | 2010      |
| O'Higgins             | Chile          | 2011      |
| Huachipato            | Chile          | 2012      |
| Deportes Concepción   | Chile          | 2012      |